# Robert Pferdmenges

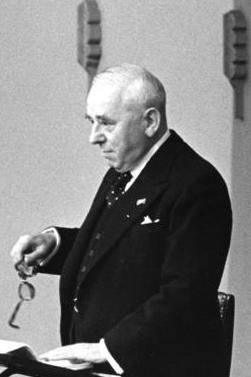
Robert Pferdmenges als Alterspräsident des Bundestages (1961)

Robert Paul Pferdmenges (* 27. März 1880 in Gladbach, Rheinprovinz; † 28. September 1962 in Köln) war ein deutscher Bankier und Politiker (CDU). Er war von 1919 bis 1929 Vorstandsvorsitzender des A. Schaaffhausen’schen Bankvereins in Köln, von 1931 bis 1953 Teilhaber und Geschäftsführer des Bankhauses Sal. Oppenheim, das in der Zeit des Nationalsozialismus und unmittelbaren Nachkriegszeit von 1938 bis 1947 als Bankhaus Pferdmenges & Co. firmierte.
Von 1950 bis zu seinem Tod war Pferdmenges Mitglied des Deutschen Bundestages. Er war ein enger Freund und Berater des Bundeskanzlers Konrad Adenauer.

## Familie
Robert Pferdmenges war das zweite von neun Kindern des Textilindustriellen Wilhelm Albert Pferdmenges (1844–1898) und dessen Ehefrau Helene, geb. Croon, (1851–1930). 1909 heiratete er Dora geb. Bresges (1887–1970); aus der Ehe gingen zwei Kinder hervor, Heinrich „Heinz“ Pferdmenges (1910–2010) und Ilse Bscher (1919–1992). Der Rennfahrer und Automobilmanager Thomas Bscher ist sein Enkel.
Seine Tante Emma Engels geb. Croon (1834–1916) war verheiratet mit dem Fabrikanten Hermann Engels, dem Bruder des Ökonomen und sozialistischen Gesellschaftstheoretikers Friedrich Engels.

## Leben und Beruf
Pferdmenges absolvierte nach dem Schulbesuch und dem Militärdienst beim Leib-Dragoner-Regiment in Darmstadt eine Banklehre bei der Bergisch-Märkischen Bank. Ab 1901 arbeitete er in der Londoner Filiale der Disconto-Gesellschaft, nach einigen Jahren wurde er dort Filialleiter. 1913 wechselte er beim selben Bankinstitut in die Filiale Antwerpen. Kurz darauf wurde er zum Reserveregiment der Darmstädter Leib-Dragoner verpflichtet, wiederum nach Antwerpen abkommandiert zur Zivilverwaltung und kehrte 1919 als Rittmeister nach Köln zurück.
Von 1919 bis 1929 war Pferdmenges Vorstandsmitglied der A. Schaaffhausen'scher Bankverein Actiengesellschaft in Köln; als Vorstandsvorsitzender war er maßgeblich an der Fusion der Disconto-Gesellschaft mit der Deutschen Bank AG beteiligt und wurde Mitglied des Aufsichtsrats der Deutschen Bank. 1931 wechselte er zum Kölner Bankhaus Sal. Oppenheim jr. & Cie., dessen Teilhaber und persönlich haftender Gesellschafter er bis 1953 war, und wurde noch im selben Jahr auf Betreiben von Reichskanzler Heinrich Brüning stellvertretender Aufsichtsratsvorsitzender der Dresdner Bank AG. 1932 in die Sachverständigenkommission zur Einrichtung einer staatlichen Bankenaufsicht berufen, wurde Pferdmenges bald darauf Mitglied des Generalrats und des Zentralausschusses der Reichsbank, schied jedoch ein Jahr später aus dem Gremium wieder aus. Seit 1921 Vorsitzender der Vereinigung der Banken und Bankiers in Rheinland und Westfalen, gab er dieses Amt mit der Machtübernahme der Nationalsozialisten 1933 auf. Zudem war er Mitglied des Deutschen Herrenklubs, einer einflussreichen Vereinigung hochgestellter konservativer Persönlichkeiten in der Weimarer Republik.
1938 stellte die NS-Propaganda das Bankhaus Sal. Oppenheim vor die Wahl, den Namen Oppenheim aufzugeben oder enteignet und arisiert zu werden, so dass man sich angesichts des politischen und geschäftlichen Drucks entschied, am 20. Mai 1938 eine Firmenänderung in „Bankhaus Pferdmenges & Co.“ durchzuführen, und seinen Kunden mitteilte, dass die „seit 1789 bestehende Firma fortan unverändert unter dem Namen Bankhaus Pferdmenges & Co.“ weitergeführt werde. Während Robert Pferdmenges die Bank treuhänderisch durch die Wirren des Zweiten Weltkrieges steuerte, blieben Waldemar und Friedrich Carl von Oppenheim Haupteigentümer und formal Mitgeschäftsführer, traten jedoch nicht mehr nach außen hin in Erscheinung. Erst 1947 kehrte man zur alten Firmierung zurück.
Pferdmenges gehörte auch in der Zeit des Nationalsozialismus einer Vielzahl von Aufsichtsräten an, teilweise als Aufsichtsratsvorsitzender. Nach dem Attentat vom 20. Juli 1944 wurde er im Rahmen der Aktion Gitter von der Gestapo vorübergehend in den Berliner Gefängnissen an der Lehrter und an der Prinz-Albrecht-Straße inhaftiert, nach einer Intervention seiner Geschäftspartner bei Ernst Kaltenbrunner, dem Chef des Reichssicherheitshauptamtes (RSHA), jedoch bald wieder freigelassen und unter Hausarrest auf seinem Schloss Lindenberg gestellt.
1946 wurde Pferdmenges von den amerikanischen Besatzungsbehörden zum Präsidenten der Industrie- und Handelskammer in Köln ernannt, bald jedoch von der britischen Besatzungsmacht abgesetzt und erst 1947 vollständig rehabilitiert. Von 1948 bis 1951 leitete er gemeinsam mit Hermann Josef Abs für den wegen Kriegsverbrechen verurteilten Friedrich Flick treuhänderisch den Flick-Konzern. Von 1951 bis 1960 war er Präsident des Bundesverbandes deutscher Banken, schied jedoch schon 1954  aus dem aktiven Geschäftsleben aus.
Robert Pferdmenges war zeitlebens engagierter evangelischer Christ. Er stand der Bekennenden Kirche nahe. Seit 1928 war er Kirchmeister im Presbyterium der evangelischen Gemeinde Köln-Bayenthal und später Mitglied der Provinzialsynode des Rheinlandes. Zudem war er Mitglied des Kronberger Kreises, eines Zirkels evangelischer Führungspersönlichkeiten sowie Vorsitzender des Aufsichtsrates im evangelischen Krankenhaus Köln-Lindenthal, Vorstandsmitglied des Gesamtverbandes der evangelischen Kirchengemeinden Kölns, Mitglied des Finanzausschusses der evangelischen Kirche im Rheinland, Mitglied des Zentralausschusses für die Innere Mission der deutschen evangelischen Kirche und Vorstandsmitglied in der Direktion der Diakonieanstalten.
Pferdmenges war Aufsichtsratsmitglied oder Aufsichtsratsvorsitzender in folgenden Firmen (Stand ab 1954):
- Aachener und Münchener Feuer-Versicherungs-Gesellschaft, Aachen
- Allgemeine Elektrizitäts-Gesellschaft Berlin
- Colonia Kölnische Versicherungs AG, Köln
- Concordia Lebensversicherungs-AG, Köln
- Demag AG, Duisburg
- Deutsche Centralbodenkredit AG, Köln
- Felten & Guilleaume Carlswerk AG, Köln-Mülheim
- Gladbacher Feuerversicherungs AG, M.-Gladbach
- Gladbacher Wollindustrie AG, vorm. L. Josten, Mönchengladbach
- Harpener Bergbau AG, Dortmund
- Kabelwerk Rheydt AG, Rheydt
- Klöckner-Werke AG, Köln
- Kölnische Glas-Versicherungs-AG, Köln
- Kölnische Rückversicherungs-Gesellschaft, Köln
- „National“ Allgemeine Versicherungs AG, Lübeck
- Nordstern Allgemeine Versicherungs AG, Köln
- August-Thyssen-Hütte AG
- Rheinisch-Westfälische Boden-Credit-Bank, Köln
- Schoeller'sche Kammgarnspinnerei Eitorf AG, Eitorf (Sieg)
- Rückversicherungs AG Colonia, Köln
- Nordstern Rückversicherungs-Aktiengesellschaft
- Vereinigte Stahlwerke AG, Düsseldorf
- H. Bahlsens Keksfabrik KG, Hannover
- Pfeifer & Langen, Zuckerfabrik, Köln-Elsdorf
- Vereinigte Seidenwebereien GmbH, Krefeld
- Evangelisches Krankenhaus, Köln-Lindenthal
- Direktion der Diakonie-Anstalten, Bad Kreuznach

Er war früher Aufsichtsratsmitglied oder Aufsichtsratsvorsitzender in folgenden Firmen (Stand bis 1954):
- Bergbau AG Ewald – König – Ludwig
- Deutsche Kabelwerke AG, Rheydt
- Gemeinnützige Aktiengesellschaft für Wohnungsbau, Köln
- Mitteldeutsche Stahlwerke, Berlin
- Rheinische AG für Braunkohlenbergbau und Brikettfabrik, Köln
- Rheinische Kunstseide AG, Krefeld
- Köln-Bonner Eisenbahnen AG, Köln
- AG für Bergbau, Blei- und Zinnfabrikation zu Stolberg und in Westfalen, Aachen
- Phoenix AG für Bergbau und Hüttenbetriebe, Düsseldorf
- Gelsenkirchener Bergwerks AG, Essen
- Rheinische Stahlwerke, Essen
- Maschinenbau-Unternehmungen AG, Duisburg
- Vereinigte Westdeutsche Waggonfabriken AG, Köln
- Stellawerk AG, Homberg am Niederrhein
- Vigognespinnerei Pferdmenges & Herren AG, Mönchengladbach
- Vereinigte Spinnereien AG, Rheydt
- Carl Schmöller & Co. AG, Baumwollspinnerei und -zwirnerei, Rheydt
- Spinnerei und Weberei AG, Grevenbroich
- Viersener AG für Spinnerei und Weberei, Viersen
- Seiden AG, vorm. Gebr. Liebmann und Oehme und M. Borchardt Nachfl., Köln
- Rheinischer Aktienverein für Zuckerfabrikation, Köln

## Partei
Nach Kriegsende 1945 gehörte Pferdmenges, zusammen mit dem befreundeten Konrad Adenauer, zu den Mitbegründern der CDU im Rheinland. Im Oktober 1946 übernahm er gemeinsam mit Johannes Albers die Führung des Programmausschusses des Landesverbandes Rheinland der CDU. Er war Mitgestalter des Ahlener Programms.
1954 beteiligte er sich an der Gründung der Staatsbürgerlichen Vereinigung Köln e. V., deren Ziel es war, Parteispenden für die CDU zu sammeln.

## Abgeordneter

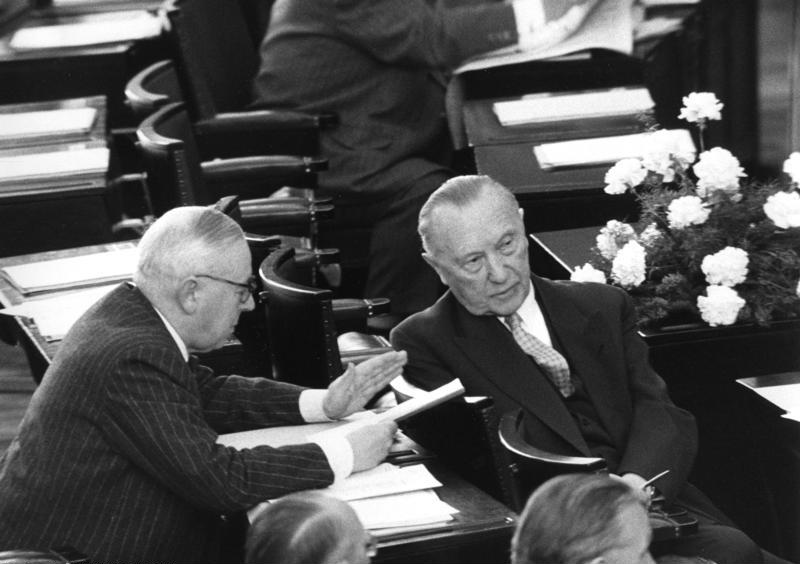
Pferdmenges mit Adenauer im Bundestag (1960)

Pferdmenges wurde 1947 Mitglied des Landtages von Nordrhein-Westfalen und vertrat 1947 bis 1949 die CDU im Frankfurter Wirtschaftsrat der Bizone. Dort war er ab 13. Mai 1948 Vorsitzender des Ausschusses für das Amerika-Geschäft und Mitglied des Vorbereitenden Ausschusses für die Länderunions-Bank, die zu den Beratungen zur Währungsreform beigezogen wurde.
Am 12. Januar 1950 rückte Pferdmenges für den verstorbenen Günther Sewald in den Deutschen Bundestag nach. Er gehörte dann als jeweils über die Landesliste Nordrhein-Westfalen gewählter Abgeordneter dem Parlament bis zu seinem Tod im Jahr 1962 an. Nachdem Pferdmenges bereits nach der Bundestagswahl 1957 nach Konrad Adenauer (CDU) und Marie Elisabeth Lüders (FDP) der drittälteste Abgeordnete des Deutschen Bundestages gewesen war, wurde er nach der Bundestagswahl 1961 Alterspräsident des 4. Bundestages, da Konrad Adenauer wegen seiner Stellung als Bundeskanzler auf diese Würde und die damit verbundene Eröffnung der konstituierenden Sitzung des Parlaments verzichtete. Von 1961 bis zu seinem Tode war er Vorsitzender des Wahlmännerausschusses gemäß § 6 des Gesetzes über das Bundesverfassungsgericht.
Zusammen mit Karl Atzenroth (FDP) und Willi Richter (SPD) war Pferdmenges maßgeblich an der Erarbeitung der Mitbestimmungsgesetze (1951: Montanmitbestimmungsgesetz, 1952: Betriebsverfassungsgesetz, 1953: Personalvertretungsgesetz) beteiligt.
Robert Pferdmenges galt als einflussreichster Finanzberater von Konrad Adenauer und blieb bis zu seinem Tod der einzige Duzfreund des Kanzlers, den er seit 1919 kannte und mit dem er seit den 1930er Jahren befreundet war.

## Ehrungen und Auszeichnungen
- 1927: Ehrendoktorwürde Dr. rer. pol. h. c. der Universität zu Köln
- 1953: Ehrenpräsident der IHK Köln
- 1954: Großes Verdienstkreuz mit Stern und Schulterband des Verdienstordens der Bundesrepublik Deutschland
- 1955: Ehrenbürger der Universität zu Köln
- 1959: Ehrenring der Stadt Mönchengladbach

In Mönchengladbach und in Köln wurden Straßen nach ihm benannt.

## Schriften
- Die Aufgaben der Banken bei der gegenwärtigen industriellen Lage. Kölner Verlagsanstalt, Köln 1926.
- Die deutsche Wirtschaft. Wie sie ist und wie sie sein sollte. DuMont Schauberg, Köln 1931.

## Dokumentationen
- Jean-Michel Meurice: Schwarze Kassen der CDU/CSU – Dokumentation der Machtkonstruktion, Dokumentarfilm, ARTE France, Maha und Anthracite (2008, 70 min), Frankreich 2008